# 横浜市営バス磯子営業所
横浜市営バス磯子営業所（よこはましえいバスいそごえいぎょうしょ）は、神奈川県横浜市磯子区森に設置されている横浜市交通局自動車本部（横浜市営バス）の路線バス営業所。
磯子産業道路に面しており、最寄駅は京急本線屏風浦駅、最寄バス停留所は磯子車庫前・磯子車庫である。敷地内には市営住宅が併存しており、営業所事務室や車庫スペースは当建築物の下層部に収まる構造となっている。また、同営業所内には横浜交通開発磯子営業所も置かれており、61系統・117系統は2007年12月9日より、その他の路線は2008年2月9日より、同社によって運行されている。（61・70・117系統以外は、交通局からの委託の形をとっている。）横浜市営バスのうち主に磯子駅を発着する路線の運行を中心に担当している。

## 歴史
- 1955年（昭和30年）
  - 6月15日： 浅間町営業所派出所として、当時は市電の車庫だった滝頭営業所敷地内に設置[6]。
  - 7月1日 : 出張所に変更[6]。
- 1961年（昭和36年）10月1日 : 営業所に昇格。浅間町営業所の出張所だった日野出張所が磯子営業所の管下に入る[6][出典無効]。
- 1963年（昭和38年） : 南区下永谷町（現港南区芹が谷）に詰所設置。
- 1964年（昭和39年）12月19日 : 現在地に移転。日野出張所が現在の港南営業所の場所に移転し、「南出張所」と改称される[7][出典無効]。
- 1965年（昭和40年）12月10日 : 南出張所が営業所として独立[7]。
- 1966年（昭和41年）5月23日 : 85系統（磯子駅東口 - 水産公社前）運行開始[8]。
- 1967年（昭和42年）3月1日 : 85系統を磯子駅前 - 汐見台ストアー前 - 下水処理場にルート変更。
- 1971年（昭和46年）3月10日 : 4系統を杉田平和町で分割し、110系統の運行を開始[8]。
- 1972年（昭和47年）
  - 4月1日： 市電撤去完了にあわせ、滝頭派出所を新設[9]。113系統の運行を開始[8]。
  - 12月20日： 61系統運行開始[8]。
- 1973年（昭和48年）5月12日： 滝頭派出所が営業所として独立[9]。
- 1983年（昭和58年）9月25日 : 金沢派出所設置[10]。61系統、99系統、110系統の一部を金沢派出所に移管。なお、これ以降市営バスでは派出所の設置は行われていない。
- 1991年（平成3年）5月10日 : 金沢派出所廃止[11]。
- 2005年（平成17年）
  - 4月1日  : 58系統の磯子車庫前 - みなと赤十字病院線を運行開始[12]。
  - 12月26日 : 215系統新設[8][13][出典無効]。
- 2006年（平成18年）
  - 3月16日 : 110系統を全便京浜急行バスに移譲[14]。64系統が港南営業所から移管される。
  - 9月30日 : 70系統の造船所前発着便、85系統の浜小学校前 - 磯子車庫前間廃止[14][出典無効]。
- 2007年（平成19年）
  - 4月1日 : 4系統を全便京浜急行バスに移譲し横須賀市から撤退[14]。293系統、294系統新設[8]。また10系統を滝頭営業所から移管される。
  - 12月9日 : 61系統・117系統を横浜交通開発へ移管[3]。
- 2008年（平成20年）
  - 2月9日 : 61・117系統以外のすべての路線の運行を横浜交通開発へ委託[3]。
  - 6月8日 : 横浜交通開発と同時にPASMOの運用開始。
  - 10月1日 : 215系統杉田梅林 → 大谷団地間で経路変更[15]。
  - 12月31日 - 2009年1月1日 : 64系統で終夜運転を実施[16]。
- 2009年（平成21年）4月1日 : 293系統・294系統一般路線化[17]。
- 2010年（平成22年）11月1日：327系統運行開始[18]。
- 2011年（平成23年）6月15日 : 58系統の一部便をみなと赤十字病院経由に経路変更[19]。みなと赤十字病院発着の58系統を廃止[19]。
- 2013年（平成25年）1月6日：63系統造船所前発便廃止[20]。
- 2014年（平成26年）5月1日： 85系統「磯子2丁目」停留所新設[21]。
- 2019年（平成31年）3月16日：85系統の平日夕の水再生センター発便を、磯子産業道路を経由する磯子車庫前行きに変更[22]。
- 2020年（令和2年）3月14日：85系統の平日日中便を除き、水再生センター発便および東京ガス発便を、磯子産業道路を経由する磯子車庫前行きに変更[23]。
- 2021年（令和3年）3月31日：富岡バスターミナル廃止。同時に94系統廃止。金沢区中心部から撤退[24]。
- 2024年（令和6年）
  - 4月1日：雨の日臨時便と2系統（上大岡駅前〜みなと赤十字病院）を廃止[25][26]。
  - 10月1日：乗務員不足のため一部にてダイヤ改正を実施[27]。

## 現行路線

### 8系統
| No. | 運行区間 |
| --- | --- |
| 8A  | 横浜駅前 - 桜木町駅前 - 日本大通り駅県庁前 - 中華街入口 - 山下ふ頭入口 - 小港橋 - 本牧原 - 横浜本牧駅 - 本牧市民公園前 - 本牧車庫前 |
| 8B  | 横浜駅前 - 桜木町駅前 - 日本大通り駅県庁前 - 中華街入口 - 山下ふ頭入口 - 小港橋 - 本牧原 - 横浜本牧駅 - 本牧車庫前                  |
| 8C  | 本牧 → 本牧三渓園前 → 本牧原 → 小港橋 → 山下ふ頭入口 → 中華街入口 → 日本大通り駅県庁前 → 桜木町駅前 → 横浜駅前                      |

横浜駅前と本牧地区を桜木町駅・中華街経由で結ぶ路線。本牧営業所と共管。桜木町駅前 - 本牧原間は58系統と同一経路をとる。横浜駅前行のみ高島町 - 横浜駅前間で「横浜駅改札口前」に停車する。
8系統のみなとみらい地区経由便として168系統が運行されているが、そちらは全便本牧営業所担当であり、当営業所は担当していない。

### 10系統
| No. | 運行区間                                       |
| --- | ---------------------------------------------- |
| 10E | 磯子駅前 - 磯子車庫前 - 杉田駅前 - 峰 - 峰の郷 |

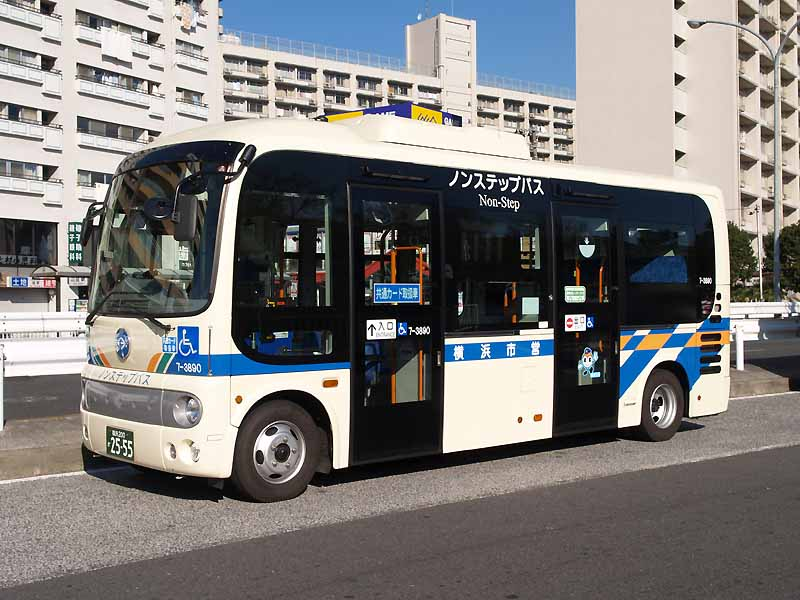
10系統のポンチョ（7-3890）

- 2007年4月1日：市電保存館前 - 磯子駅間を短縮し[14]、所管営業所を滝頭営業所から磯子営業所に変更する。

磯子駅と峰の郷を結ぶ路線である。元は、峰の郷と市電保存館前を結ぶ路線であったが、利用客減少のため横浜市生活交通バス路線維持制度の適用対象となり、運転区間を磯子駅 - 峰の郷に変更した上で運行事業者を公募していた。しかし、応募した事業者はおらず、横浜市交通局が2年間暫定運行をすることとなった。また、同時に滝頭営業所から移管された。
狭隘区間が存在し、90年代後半までは大型バスにより運行が行われ、車掌（添乗員）が乗務していた。その後、小型バスの投入が行われ、車掌の乗務はなくなった。2001年に老人介護施設「峰の郷」の新設に伴い、峰の郷まで路線が延長されることとなった。磯子駅方面の栗木町 - 白幡間のバス停の時刻表は、293系統と共有して使用している。

### 58系統
| No. | 運行区間 |
| --- | --- |
| 58B | 桜木町駅前 - 日本大通り駅県庁前 - 中華街入口 - 山下ふ頭入口 - 小港橋 - 本牧原 - 間門 - 根岸駅前 - 八幡橋 - 磯子駅前 - 磯子車庫前                              |
| 58C | 小港橋 - 本牧原 - 間門 - 根岸駅前 - 八幡橋 - 磯子駅前 - 磯子車庫前                                                                                            |
| 58G | みなと赤十字病院 - 小港橋 - 本牧原 - 間門 - 根岸駅前 - 八幡橋 - 磯子駅前 - 磯子車庫前                                                                         |
| 58I | 桜木町駅前 - 日本大通り駅県庁前 - 中華街入口 - 山下ふ頭入口 - みなと赤十字病院 - 小港橋 - 本牧原 - 間門 - 根岸駅前 - 八幡橋 - 磯子駅前 - 磯子車庫前(平日のみ) |

- 2005年4月1日：58系統磯子車庫前 - 磯子駅前 - 根岸駅前 - みなと赤十字病院新設
- 2009年9月5日：58系統横浜駅前 → 桜木町駅前 → 中華街入口 → みなと赤十字病院新設
- 2011年12月5日：ダイヤ改正により58系統横浜駅前 - 桜木町駅前 - 中華街入口 - みなと赤十字病院 - 根岸駅前 - 磯子駅前 - 磯子車庫前新設[29]。みなと赤十字病院発着便を廃止[29]。
- 2019年11月5日：334系統「雨の日臨時便」がダイヤ改正で廃止された[30]。
- 2020年11月4日：ダイヤ改正に伴い、磯子車庫前 - 磯子駅前 - 根岸駅前 - みなと赤十字病院便が復活した[31]。
- 2022年4月1日：ダイヤ改正に伴い、横浜駅前発着が廃止。桜木町駅前行に短縮された。土曜休日のみなと赤十字病院構内乗り入れは夜間のみになった。

桜木町駅前と磯子車庫前を中華街地区・本牧地区を経由で結ぶ路線。横浜駅前 - 本牧原は8系統と同一の経路をとる。この絡みで8系統と同じく本牧営業所との共管体制だが、かつて運行されていた雨の確率が70%以上の場合のみ運行される「雨の日臨時便」こと334系統（小港橋 - 山下町）は、本牧営業所の単独運行であり、当営業所は関与していなかった。
全区間通しでの運行がメインであるが、一部便はみなと赤十字病院発着となっているほか、早朝および夜間には磯子車庫前 - 小港橋の区間便も設定されている。また、平日の日中はみなと赤十字病院経由で運行されている。

### 64系統
| No. | 運行区間                                                                                      |
| --- | --------------------------------------------------------------------------------------------- |
| 64A | 港南台駅前 - 清水橋 - 日野中央公園入口 - 上大岡駅前 - 向田橋 - 笹堀 - 屏風ケ浦駅前 - 磯子駅前 |
| 64C | 磯子駅前 - 屏風ケ浦駅前 - 笹堀 - 向田橋 - 上大岡駅前                                          |

- 2006年3月16日：港南営業所から移管される。
- 2019年10月1日：港南営業所との共管になる。

元々は港南営業所から移管された路線であり、港南営業所が担当していた時代には港南車庫前発磯子駅前行や、屏風ケ浦駅前発着便が存在した。
過去に神奈川中央交通が運行する港64系統（磯子駅 - 港南台駅）と並走していたが、2024年8月23日に廃止となったので横浜市営バスの路線となっている。
磯子駅 - 上大岡駅の区間便は2019年3月16日のダイヤ改正で新設されている。

### 85系統
| No. | 運行区間                                                                |
| --- | ----------------------------------------------------------------------- |
| 85A | 磯子駅東口 → 磯子2丁目 → 東京ガス前 → 南部水再生センター前              |
| 85B | 磯子駅東口 → 磯子2丁目 → 東京ガス前（休日最終1本のみ）                  |
| 85H | 磯子車庫前 → 磯子駅東口 → 磯子2丁目 → 東京ガス前 → 南部水再生センター前 |
| 85I | 東京ガス前 → 磯子駅東口 → 磯子車庫（休日最終1本のみ）                   |
| 85K | 南部水再生センター前 → 東京ガス前 → 禅馬歩道橋 → 磯子駅前 → 磯子車庫前  |

- 1966年1月23日 : 磯子駅東口 - 水産公社前間にて運行を開始する[8]。
- 2006年9月29日：浜小学校 - 磯子車庫間を短縮する。
- 2014年5月1日：下水処理場前方面のみ「磯子2丁目」停留所を新設[21]。
- 2014年10月1日：「下水処理場前」停留所を「南部水再生センター前」に名称変更[32]。
- 2019年3月16日：平日の夕方の時間帯南部水再生センター前発17時から19時まで禅馬歩道橋、磯子駅前経由に変更[22]。実際の運行は、18日から。
- 2020年3月14日：平日日中を除く時間帯の南部水再生センター発および東京ガス前発の便を禅馬歩道橋経由に変更[23]。
- 2022年10月1日:南部水再生センター発便全便を禅馬歩道橋経由に変更。休日最終東京ガス発のみ磯子駅東口経由となる。

磯子車庫・磯子駅東口と新磯子町を結ぶ路線。2006年9月29日に浜小学校前 - 磯子車庫前間が廃止となり、現在の運行体型となった。
多くの便が全区間通しで運行を行うが、一部便は磯子駅東口 → 東京ガス前・南部水再生センター前と東京ガス前 → 磯子車庫の区間便となっている。終点の南部水再生センター前停留所は同センター敷地内に存在しているが、一般客の乗降も可能。

### 113・327系統
| No.  | 運行区間                                                                                           |
| ---- | -------------------------------------------------------------------------------------------------- |
| 113A | 桜木町駅前 - 羽衣町 - 阪東橋 - 吉野町駅 - 中村橋 - 滝頭 - 磯子駅前 - 磯子車庫前                    |
| 113C | 羽衣町 → 阪東橋 → 吉野町駅 → 中村橋 → 滝頭 → 磯子駅前 → 磯子車庫前（平日始発1本のみ、土曜日朝2本） |
| 327A | （急行）磯子車庫前 - 磯子駅前 - 滝頭 - 吉野町駅 - 羽衣町 - 桜木町駅前                              |

1972年（昭和47年）4月1日、市電の中で最後まで残った系統の一つである13系統の代替路線として運行を開始。
運転区間の大半を国道16号を走行する。かつて当営業所も担当し、現在は京浜急行バスが単独で運行している110系統との重複区間が多い（110系統は浦舟町経由）が、吉野町駅で地下鉄ブルーラインへ連絡できることもあり1時間に3本程度が運行されている。
平日・土曜日朝には羽衣町始発磯子車庫前行の区間便が設定されている。これは、2014年3月29日に行われたダイヤ改正で廃止となった桜木町駅前始発滝頭行の区間便（滝頭が担当）の代替として設定されたものである。
327系統は、2010年11月1日に新設された113系統の急行便である。運行開始当初は朝ラッシュ時の桜木町駅前行きのみ運行で、中村橋・睦橋・吉野町1丁目 - 長者町5丁目の各停留所・横浜市役所前を通過していた。2022年10月1日に運行時間を拡大・往復運行に変更し、停車停留所に中村橋・横浜橋・横浜市役所前が追加された。

### 215系統（大谷団地循環）
| No.  | 運行区間 |
| ---- | --- |
| 215B | 新杉田駅前 → 杉田 → 杉田坪呑中央 → 杉田台会館 → 杉田梅林 → 梅林会館 → 梅林下 → 大谷団地 → 杉田坪呑中央 → 療育センター → 新杉田駅 |

2005年12月26日に運行を開始した路線。小型バスで運行される。2007年3月31日をもって、当時港南営業所が管轄していた100系統が廃止となったため、新杉田駅 - 杉田坪呑中央間は、215系統単独で運転されている。
2008年10月1日からは、杉田梅林から大谷団地にかけての区間で経路の変更が行われ、「梅林会館」・「梅林下」両停留所が新設された。
2021年4月1日からは渋滞対策として往路の新杉田駅 → 青砥坂間において、国道16号を通るルートに変更された。

### 293系統（磯子台団地循環）
| No.  | 運行区間 |
| ---- | --- |
| 293A | 磯子駅前 → 磯子車庫前 → 杉田駅前 → 氷取沢 → 磯子台団地 → 氷取沢 → 上中里団地 → 杉田駅前 → 磯子車庫前 → 磯子駅前         |
| 293B | 磯子車庫前 → 杉田駅前 → 氷取沢 → 磯子台団地 → 氷取沢 → 上中里団地 → 杉田駅前 → 磯子車庫前 → 磯子駅前（早朝始発1本のみ） |

2006年8月31日に滝頭営業所が管轄していた93系統が神奈川県生活交通確保対策地域協議会へ退出申し入れが行なわれ、市民生活の激変緩和のために横浜市の一般会計から補助金が暫定的に2年間交付されることとなった。その結果、2007年4月1日から同年3月まで港南営業所が管轄していた100系統と統合する形で運行を開始した。本数は従前の93系統を維持したものであった。
2009年4月1日から減便、中型車導入の上で一般路線化された。ただし小型車の便も一部残っており、バス停掲示の時刻表では中型車/小型車を判別できる。磯子駅方面の栗木町 - 白幡間のバス停の時刻表は、10系統と共有して使用している。
2020年10月現在、中型車は転属により配置が無くなったため現在は全便小型車での運行に戻った。
元の93系統は磯子駅前 - 杉田駅前 - 氷取沢の路線であったが、氷取沢の折返場がトンネル工事で廃止の際に、磯子台団地に乗り入れ、同時に磯子駅 - 市電保存館の出入庫便が設定された。小型車導入以前は10系統同様、車掌が乗車していた。また、上中里団地は経由しなかった。日中は10系統と交互で併せて毎時2本の運行。

### 321系統（能見台駅循環・富岡循環）
| No.  | 運行区間 | 備考             |
| ---- | --- | ---------------- |
| 321A | 三井アウトレットパーク横浜 → 富岡 → 能見台駅入口 → イガイ根公園前 → サブセンター前 → 三井アウトレットパーク横浜 | 富岡回り         |
| 321B | 三井アウトレットパーク横浜 → サブセンター前 → なぎさ団地前 → 能見台駅入口 → 富岡 → 三井アウトレットパーク横浜   | 能見台駅入口回り |

従来からなぎさ団地・並木地区で運行されてきた94系統・294系統に代わって2021年7月11日のダイヤ改正で運行を開始した路線。なぎさ団地から京急線、国道16号方面および、京急沿線から三井アウトレットパークへのアクセスを目的としている。なぎさ団地付近では富岡まわりと能見台入口まわりで異なったルートで運行している。運行本数は従前の94系統・294系統時代より大幅に増加し、富岡まわりと能見台駅入口まわりを合わせ、毎時1本程度運行されるようになった。この他に、朝6時台の始発便はサブセンター前始発、20時台の最終便は木材港入口止として運行されている。
しかし、利用が低迷していることから、2024年4月1日のダイヤ改正にて大幅減便。サブセンター発便および木材港入口止まりも廃止され、運行時間帯も9時代から17時代までに縮小された。

## 廃止路線及び民間会社に移譲された路線

### 2系統
| No. | 運行区間                                                             |
| --- | -------------------------------------------------------------------- |
| 2E  | 上大岡駅前 - 弘明寺 - 羽衣町 - 日本大通り駅県庁前 - みなと赤十字病院 |

- 2021年（令和3年）4月1日 : 従来のみなと赤十字病院 - 上大岡駅 - 港南車庫前間を上大岡駅を境に運行を分割したうえで、港南営業所から移管される[44]。

港南区中心部から中区中心部を鎌倉街道経由で結ぶ路線。2021年4月1日のダイヤ改正により、従来まで港南営業所にて運行されていたみなと赤十字病院 - 上大岡駅 - 港南車庫前間運行便の長距離路線を上大岡駅を境に分割することとなった。そのうち、北側の区間にあたるみなと赤十字病院 - 上大岡駅間は当営業所による運行となった。
2024年4月1日に行われたダイヤ改正で廃止。
港南営業所担当時代の詳細は「横浜市営バス港南営業所 廃止・移管路線 2系統（みなと赤十字病院発着時代）」を参照。

### 4系統
- 磯子駅前 - 磯子車庫前 - 杉田 - 東富岡 - 富岡 - 金沢文庫 - 追浜駅前 - 追浜天神橋（京浜急行電鉄堀内営業所→杉田営業所→追浜営業所→横浜京急バス追浜営業所と共同運行）
  - 1947年（昭和22年）：東京急行電鉄（湘南電気鉄道→京浜電気鉄道→大東急）平坂営業所所管だった路線を臨時運転契約する形で市営が参入。
  - 1949年（昭和24年）2月1日：京浜急行電鉄と相互乗り入れの協定を結んで、横浜駅 - 六浦の運行を開始する。
  - 昭和30年代?：追浜駅前まで延長する。
  - 1959年（昭和34年）4月1日：追浜本町2丁目へ延長する。
  - 1967年（昭和42年）7月31日：横浜駅 - 杉田平和町間の折返し便の運行を開始する。
  - 1971年（昭和46年）3月10日：区間便を110系統として分割し、同時に4系統を磯子駅前 - 追浜本町2丁目間の運行に変更する。
  - 2007年（平成19年）3月31日：この日を以て横浜市営便の運行を終了。横浜京急バス追浜営業所単独所管となる。
  - 2018年（平成30年）4月1日：横浜京急バスの合併解散に伴い、京浜急行バス追浜営業所の担当となる。

### 58系統
| No. | 運行区間 |
| --- | --- |
| 58A | 横浜駅前 - 桜木町駅前 - 日本大通り駅県庁前 - 中華街入口 - 山下ふ頭入口 - 小港橋 - 本牧原 - 間門 - 根岸駅前 - 八幡橋 - 磯子駅前 - 磯子車庫前               |
| 58F | 横浜駅前 - 桜木町駅前 - 日本大通り駅県庁前 - 中華街入口 - みなと赤十字病院 - 小港橋 - 本牧原 - 間門 - 根岸駅前 - 八幡橋 - 磯子駅前 - 磯子車庫前(平日のみ) |

2022年4月1日のダイヤ改正で横浜駅前発着が廃止となり桜木町駅前まで短縮された。

### 61系統
- 磯子駅前 - 磯子車庫前 - 新杉田駅前 - 杉田平和町 - 南部市場前 - 木材港入口 - 富岡バスターミナル
- 新杉田駅前 - 杉田平和町 - 南部市場前 - 木材港入口 - 富岡バスターミナル - なぎさ団地 - リネツ金沢
- 新杉田駅前→杉田平和町→南部市場前→木材港入口→富岡バスターミナル→並木中央→なぎさ団地→富岡バスターミナル→木材港入口→南部市場前→杉田平和町→新杉田駅前
- 新杉田駅前→杉田平和町→南部市場前→木材港入口→富岡バスターミナル→並木中央→金沢卸団地前→金沢工業団地→金沢卸団地前→なぎさ団地→富岡バスターミナル→木材港入口→南部市場前→杉田平和町→新杉田駅前
- 新杉田駅前→杉田平和町→南部市場前→木材港入口→富岡バスターミナル→なぎさ団地→金沢卸団地前→金沢工業団地→金沢卸団地前→並木中央→富岡バスターミナル→木材港入口→南部市場前→杉田平和町→新杉田駅前
- 磯子駅前 - 磯子車庫前 - 新杉田駅前 - 杉田平和町 - 南部市場前 - 鳥浜町
- 新杉田駅前 - 杉田平和町 - 南部市場前 - 鳥浜町

メインは鳥浜町発着とリネツ金沢発着であったが、2006年8月31日に一部区間の退出意向が神奈川県生活交通確保地域対策協議会に提出される。2007年3月31日をもって61系統は磯子駅前 - 鳥浜町のみとなり、2007年4月1日からは、新設された294系統 新杉田駅→地区センター前（富岡BT通過に伴う新設停留所）→なぎさ団地→イガイ根公園→並木中央→地区センター前→新杉田駅として運行することとなった。残った鳥浜町発着は同年12月9日からは、交通局の外郭団体である横浜交通開発に移譲された。

### 63系統
- 洋光台1丁目 - 打越 - 屏風ケ浦駅前 - 造船所前
- 造船所前 → 中門前 → 屏風ヶ浦駅前 → 汐見台ストアー前

IHI横浜事業所・IHIマリンユナイテッド磯子工場（現・ジャパン マリンユナイテッド）と、港南区笹下4丁目にあったIHI笹下団地を結ぶ完全な通勤専用路線。IHI笹下団地が閉鎖となったため、2013年2月8日限りで洋光台1丁目発着便が廃止。さらに同年12月27日限りで平日夕に運行されていた造船所前発の便も廃止され、系統番号が消滅した。IHI笹下団地跡地は野村不動産により再開発されたが、プラウドシーズン横濱洋光台の名前で販売が始まった後は江ノ電バスが路線を走らせている。

### 64系統
| No. | 運行区間                                              |
| --- | ----------------------------------------------------- |
| 64D | 日野公園墓地入口→清水橋→港南台駅前（平日早朝1便のみ） |

2021年4月1日のダイヤ改正より平日の早朝に日野公園墓地入口始発の港南台駅前行きが1便運行されていた。これは港南台駅の始発便となる車両を磯子営業所から回送にて運転していたものを営業路線化した物であった。2024年4月1日のダイヤ改正で運行終了となった。

### 70系統（汐見台循環）
- 磯子駅前 → 屏風ケ浦駅前 → 汐見台ストアー前 → 汐見台2丁目 → 浜小学校前（レインボー入口） → 浜小学校前 → 汐見台ストアー前 → 屏風ヶ浦駅前 → 磯子駅前 → 磯子車庫前 → 造船所前
- 造船所前 → 磯子車庫前 → 磯子駅前 → 屏風ケ浦駅前 → 汐見台ストアー前 → 汐見台2丁目 → 浜小学校前（レインボー入口） → 浜小学校前 → 汐見台ストアー前 → 屏風ヶ浦駅前 → 磯子駅前
- 磯子駅前 → 屏風ケ浦駅前 → 汐見台ストアー前 → 汐見台2丁目 → 浜小学校前（レインボー入口） → 浜小学校前 → 汐見台ストアー前 → 屏風ヶ浦駅前 → 磯子駅前

磯子駅と汐見台地区を結ぶ循環路線。IHI横浜事業所・IHIマリンユナイテッド磯子工場（現・ジャパン マリンユナイテッド）の社員を輸送するため、平日と土曜の一部便が造船所前発着となっていたが、2006年9月30日限りで廃止となった。残存した循環線については、2015年10月1日付で横浜交通開発との共管路線となった後、2016年4月1日に横浜交通開発に移管され、交通局直営便は消滅した。平日・土曜日の深夜に運行される深夜バスについては、引き続き交通局滝頭営業所が担当したが、その深夜バスも2024年4月のダイヤ改正をもって正式に廃止された。

### 81系統
- 横浜駅前 - 桜木町駅前 - 県庁前 - 長者町1丁目 - 睦橋 - 滝頭 - 磯子駅前 - 杉田 - 杉田平和町
- 1966年11月1日運行開始

110系統とは杉田平和町〜長者町1丁目、本町4丁目〜横浜駅前間で並行するが、110系統は睦橋は非経由、長者町町1丁目〜本町4丁目で伊勢佐木長者町駅前、羽衣町を経由するのに対し、当系統は睦橋、横浜スタジアム前、県庁前を経由しており、桜木町駅前、磯子駅前までの区間便も存在した。　　　また、110系統は京浜急行バスとの共同運行路線だったが、当系統は単独運行だった。

### 85系統
- 浜小学校前 - 汐見台ストアー前 - 屏風ケ浦駅前 - 磯子車庫前 - 磯子駅東口 - 東京ガス前 - 下水処理場前

J-POWER磯子火力発電所と汐見台の社宅を結ぶ通勤輸送を目的に、平日朝夕と土曜日朝の一部で浜小学校前を起終点とした便の運行があった。浜小学校前行きの浜小学校前バス停の降車場所は、70系統の「浜小学校前（レインボー入口）」と同じ場所で、そのバス停の反対側に降車専用が設けられていた。2006年9月30日限りで廃止。

### 94系統（富岡線）
| No. | 運行区間                                                                             |
| --- | ------------------------------------------------------------------------------------ |
| 94A | 富岡バスターミナル → サブセンター前 → 金沢文庫 → 金沢区総合庁舎前（休日運休）        |
| 94A | 金沢区総合庁舎前 → 町屋 → 金沢文庫 → サブセンター前 → 富岡バスターミナル（休日運休） |

- 1980年（昭和55年）4月5日 - 富岡バスターミナル - 金沢区総合庁舎として運行を開始[8][48]。
- 2018年（平成30年）3月16日 - 京浜急行バス杉田営業所との共通定期券の取り扱いを終了[49]。
- 2021年（令和3年）3月31日 - 最終運行を迎える[36][24]。

京浜急行バスとの共同運行の対キロ運賃路線で、平日と土曜に僅かに運行されていた。4系統移譲以降、金沢区中心部へ乗り入れた唯一の路線。富岡バスターミナルを出たバスは、サブセンター前を右折せずに直進し、国道16号線へ入る。終点の金沢区総合庁舎前は国道から左折してすぐのところにある。復路は、町屋・寺前経由で来た道を戻る。富岡バスターミナルへの車両の送り込みは294系統(B)で行われていた。
以前から京浜急行バスへの移管計画が協議されていたが、大幅な赤字路線であるため京急側が採算性を理由に慎重な姿勢を見せていた。なお、2018年には京急との共通定期券の取扱を終了している。路線の存続中に共通定期券の取り扱いが終了したのはこの系統と64系統のみである。　
利用者の減少と富岡バスターミナルの閉鎖に伴い、2021年3月31日の運行をもって廃止された。これにより金沢区内を運行する横浜市営バスの路線は294系統のみになったが、94系統の廃止により送り込み便が無くなり、本数が減少した。294系統も2021年7月10日をもって廃止され、その代替として翌7月11日より金沢区内完結の321系統が新設された。

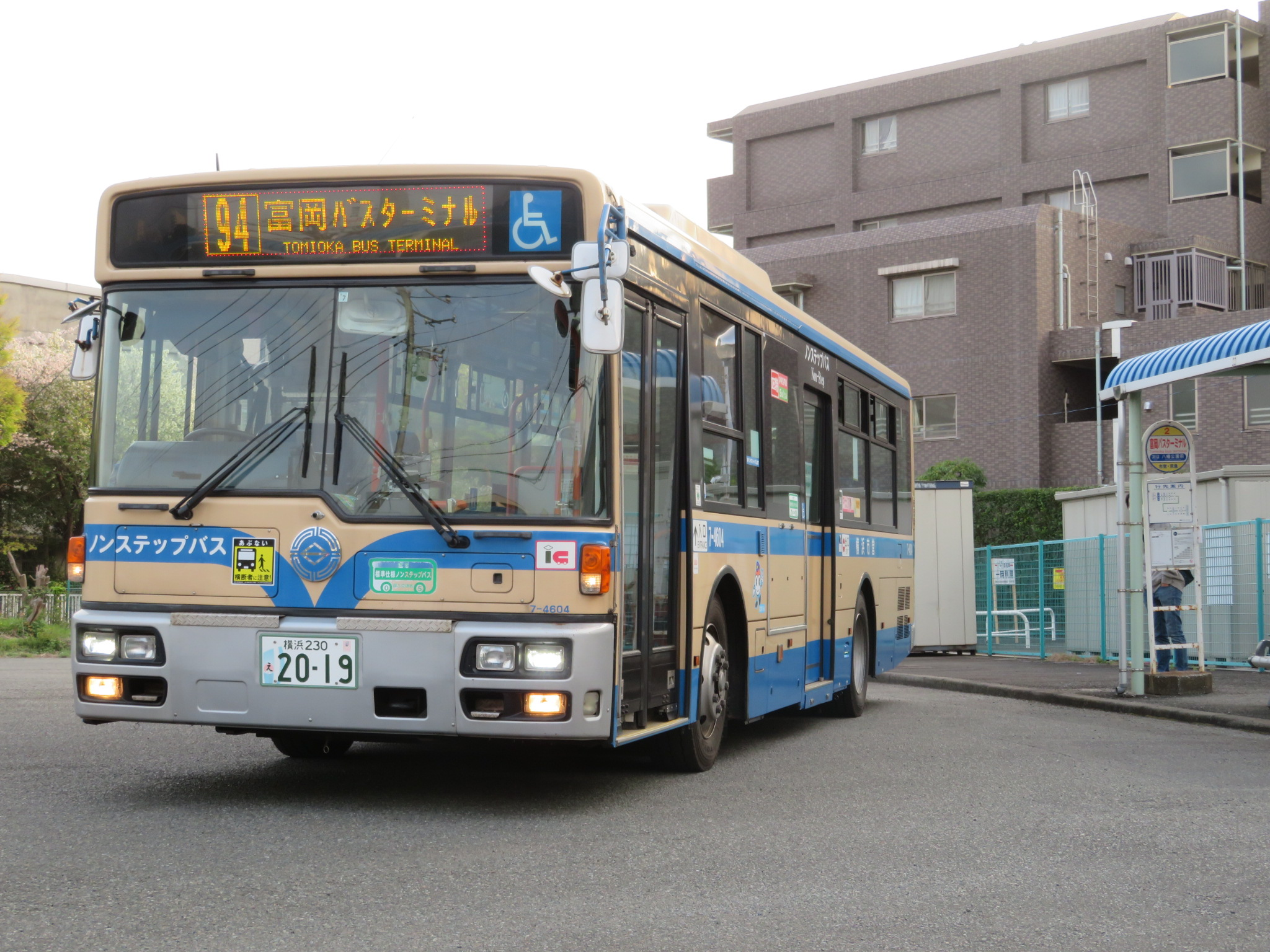
94系統の最終便（2021年3月31日）
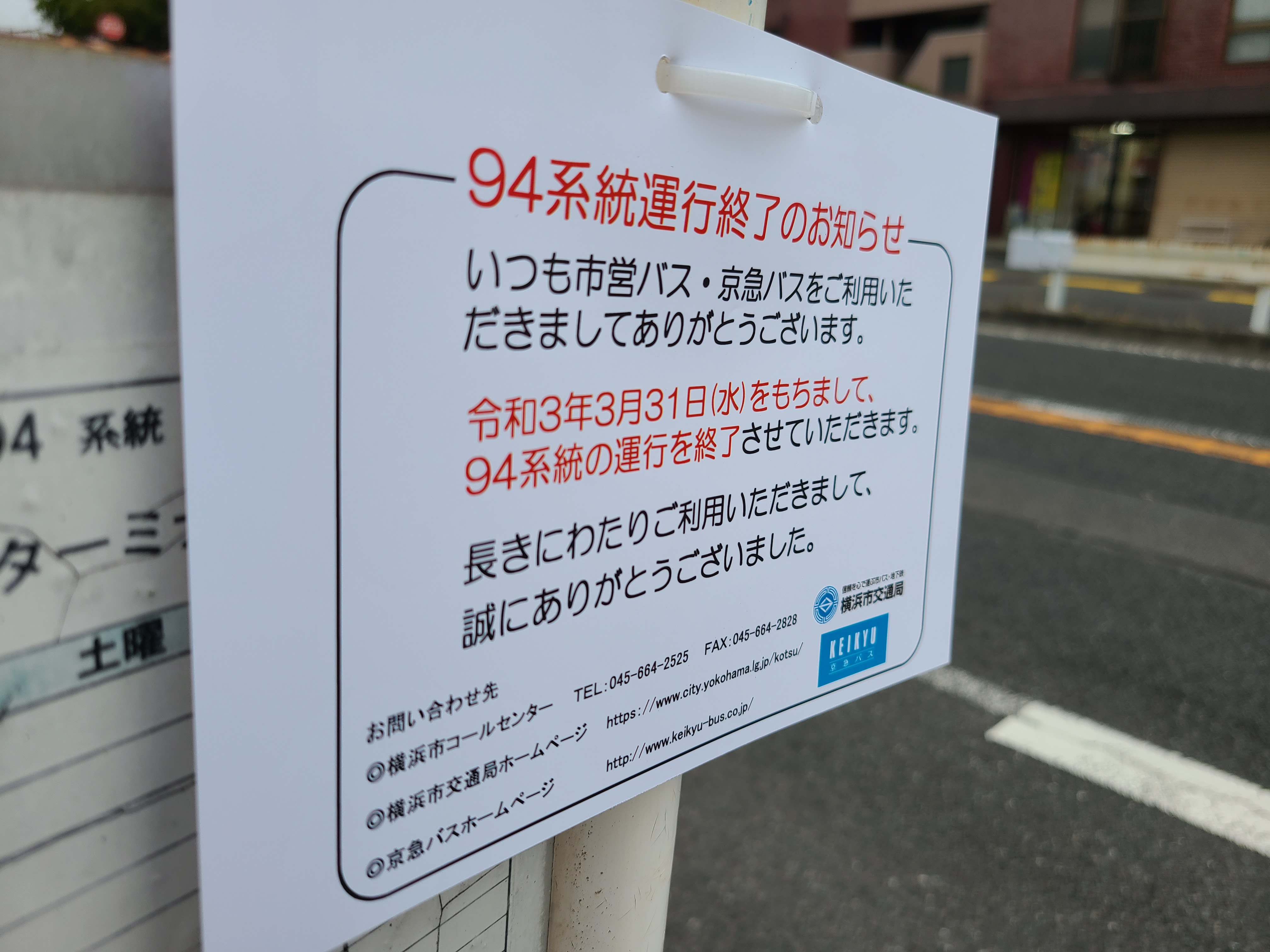
94系統の廃止案内
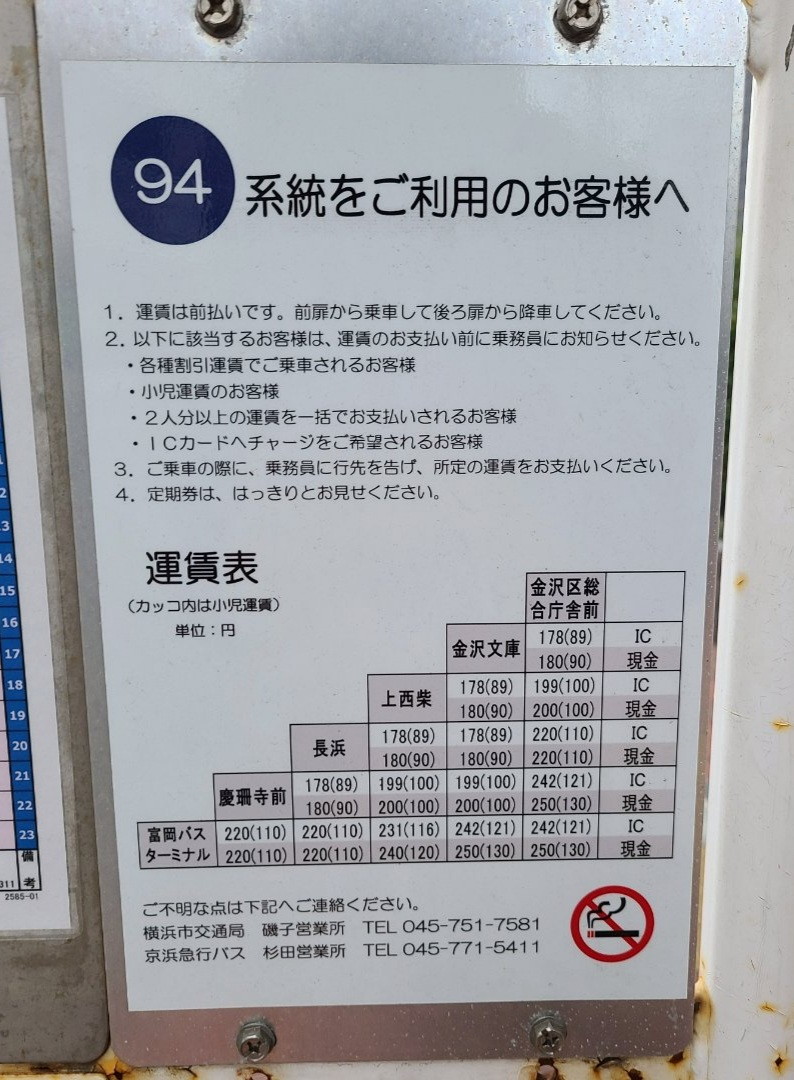
94系統の運賃表。申告制運賃であった。

### 99系統
| No. | 運行区間                                                                           |
| --- | ---------------------------------------------------------------------------------- |
| 99A | 磯子車庫前 - 磯子駅前 - 根岸駅前 - 和田山口 - 元町 - 港町 - 本町4丁目 - 桜木町駅前 |

- 1968年11月25日 : 磯子駅 - 桜木町駅間で運行を開始する[8]。
- 2004年2月1日：みなとみらい線開業に伴い、一部区間で経路変更を行う[52]。
- 2006年8月31日：神奈川県生活交通確保地域対策協議会に路線変更の意向を提出する[14]。
- 2020年11月4日：ダイヤ改正に伴い廃止[53]。99系統の廃止に伴う磯子車庫前 - 小港間の振り替えは改正と同時に新設される58系統 磯子車庫前 - みなと赤十字病院構内折返し便で補完する。

2006年8月31日に利用客減少を理由として、神奈川県生活交通確保地域協議会に退出意向を提出している（該当区間は山下町 - 元町）。その後、2006年12月に再編計画が発表され、2007年3月31日の運行をもって従来の運行経路である元町 - 中区分庁舎前 - 山下町（タワー入口） - 中華街入口 - 本町1丁目 - 本町4丁目間を廃止し、4月1日より元町 - 吉浜橋 - 横浜スタジアム前 - 市庁前 - 尾上町 - 本町4丁目とみなとみらい線開業前の運行経路に戻された。2020年11月4日のダイヤ改正で廃止。99系統の廃止に伴う磯子車庫前 - 小港間の代替は改正と同時に新設される58系統 磯子車庫前 - みなと赤十字病院構内折返し便で補完する。

### 110系統
- 横浜駅前 - 桜木町駅前 - 羽衣町 - 浦舟町 - 滝頭 - 八幡橋 - 磯子駅前 - 磯子車庫前 - 杉田 - 杉田平和町（京浜急行電鉄杉田営業所→追浜営業所→横浜営業所→横浜京急バス杉田営業所と共同運行）

1967年（昭和42年）に4系統の北側の区間便として運行開始し、1971年の4系統分断で独立した。4系統と同様に京浜急行バス（分社後は横浜京急バスに運行委託）との共管路線であった。区間便として磯子駅前、杉田発着便や、早朝に浜発杉田平和町行も存在した。
2006年（平成18年）3月15日限りで市営便の運行を終了、京浜急行バス単独（ただし横浜京急バスに運行委託）となった。

### 117系統
- 新杉田駅前 - 杉田平和町 - 南部市場前 - 木材港入口 - 幸浦1丁目 - 三菱金沢工場

金沢区幸浦にある三菱重工業横浜製作所金沢工場への通勤路線。平日は全日運転されるが、土曜は朝のみの運行。休日は運休という路線だった。
2007年（平成19年）12月9日付けで横浜交通開発に移譲の上、2013年10月から61系統と並行する区間の停留所はすべて無停車となった。

### 294系統（なぎさ団地循環）
| No.  | 運行区間 |
| ---- | --- |
| 294A | 新杉田駅前 → 南部市場前 → 八幡公園前 → パークハイツ前 → なぎさ団地前 → 並木中央 → 八幡公園前 → 南部市場前 → 新杉田駅前 |
| 294B | 新杉田駅前 → 南部市場前 → 八幡公園前 → パークハイツ前 → なぎさ団地前 → 並木中央 → 富岡バスターミナル                   |
| 294C | 富岡バスターミナル → パークハイツ前 → なぎさ団地前 → 並木中央 → 八幡公園前 → 南部市場前 → 新杉田駅前                   |

2006年8月31日に、61系統（鳥浜町発着を除く）が神奈川県生活交通確保対策地域協議会へ退出申し入れが行なわれ、市民生活の激変緩和のために横浜市の一般会計から補助金が暫定的に2年間交付されることとなり、2007年4月1日から旧61系統の区間を変更して運行を開始した。日中のみ1日8本（当時）の運行で、なぎさ団地循環便は61系統が乗り入れていた富岡バスターミナルは経由せず、代替に地区センターバス停が新設された。
2009年4月1日からは一般路線化され、減便と共に一部便の運行区間が新杉田駅 - なぎさ団地 - 富岡バスターミナルに変更された。
2021年4月1日のダイヤ改正で富岡バスターミナル発着便を廃止し、全便がなぎさ団地を循環する子系統（294A）に変更された。2021年7月11日のダイヤ改正で当系統と94系統とを統合した321系統が運行されることとなり、7月10日の運行をもって廃止された。

## 車両
入札制度導入以前は日産ディーゼル/UDトラックス製の標準尺車を主に導入していたが、入札制度導入後は、他営業所との転出入や車両代替によっていすゞ・日野のバス製造を行うジェイ・バス車や三菱ふそうの短尺車も当営業所に導入されている。
2014年9月からはいすゞ・エルガのロング車も配置されている。
かつては主に293系統に用いられていた中型車 (日野・レインボーII)も配置されていたが、現在は配置されていない。
- 大型車
  - いすゞ・エルガ
  - 日野・ブルーリボンII
  - 三菱ふそう・エアロスター
  - 日産ディーゼル・スペースランナーRA
- 小型車
  - 日野・ポンチョ - 10・215・293系統で運行。過去には日野・リエッセも在籍した。
- 他営業所の乗り入れ
58系統が本牧営業所と共同運行、9系統が磯子車庫前まで運行、78系統の磯子駅折返し待ちや休憩の為（磯子駅 - 磯子車庫は回送）、本牧・滝頭営業所の車両が乗り入れ、休憩もとる。

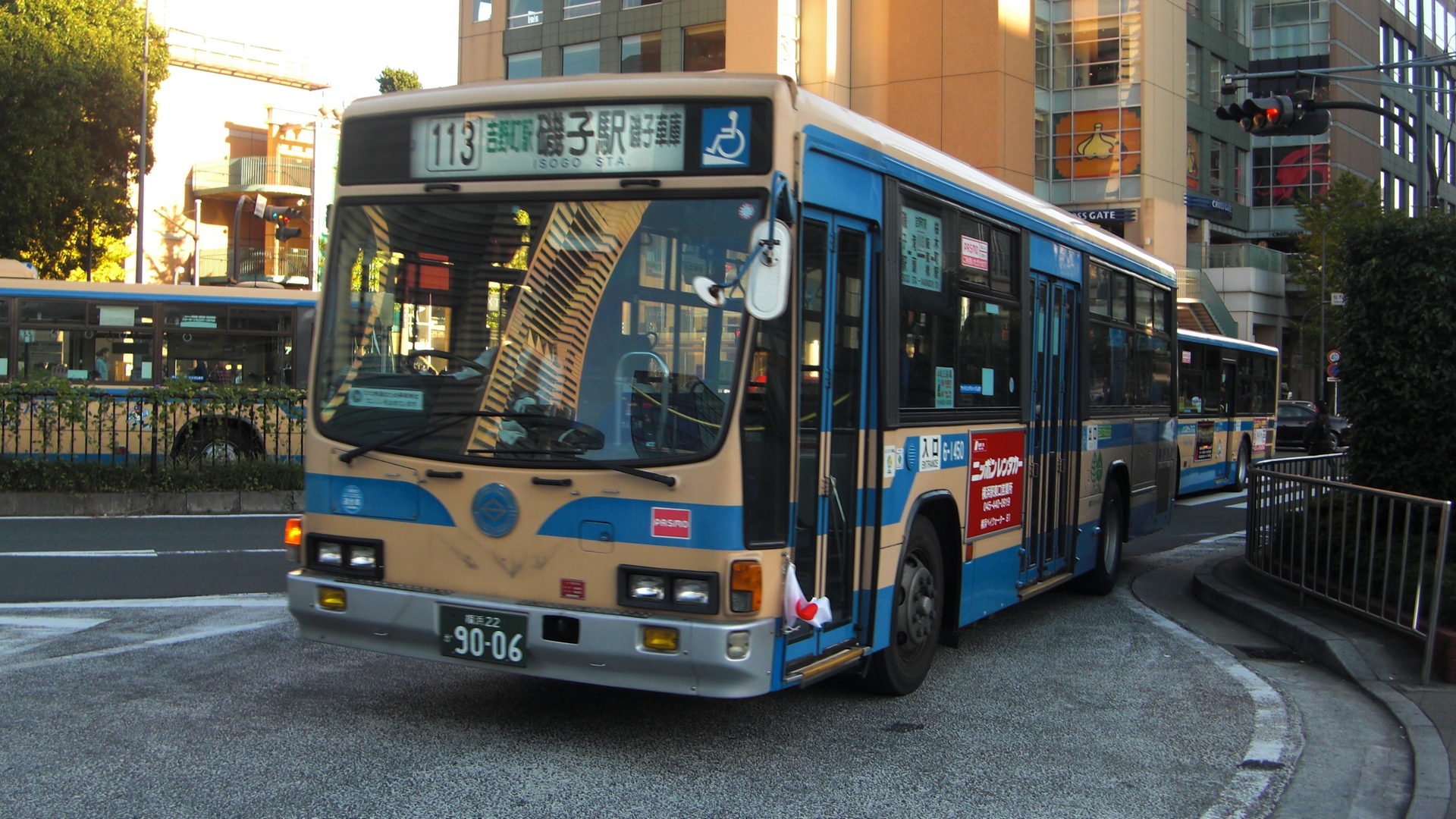
いすゞ・キュービック 鶴見営業所からの転属車（除籍済）
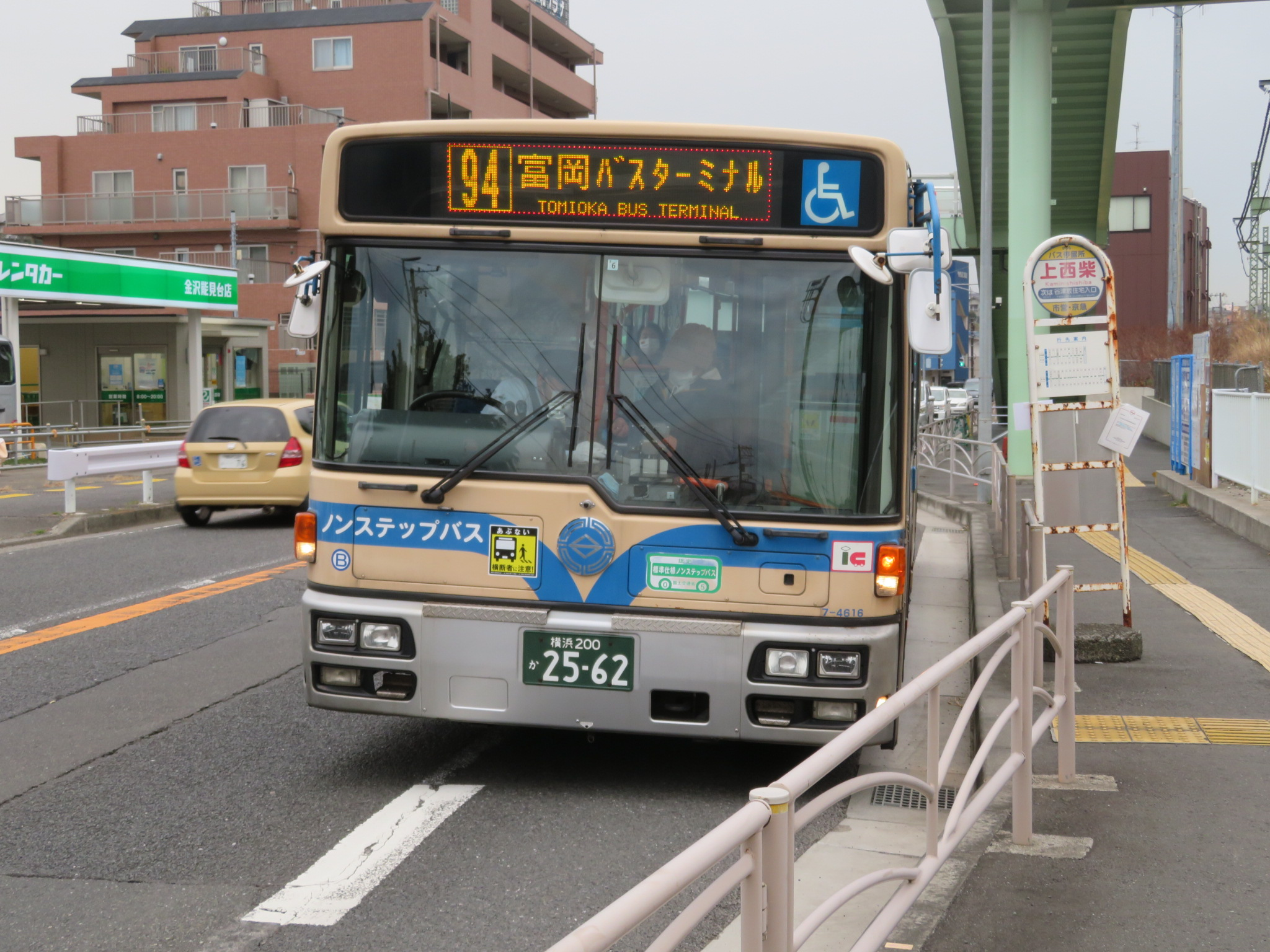
かつては主力であった日産ディーゼル製車両
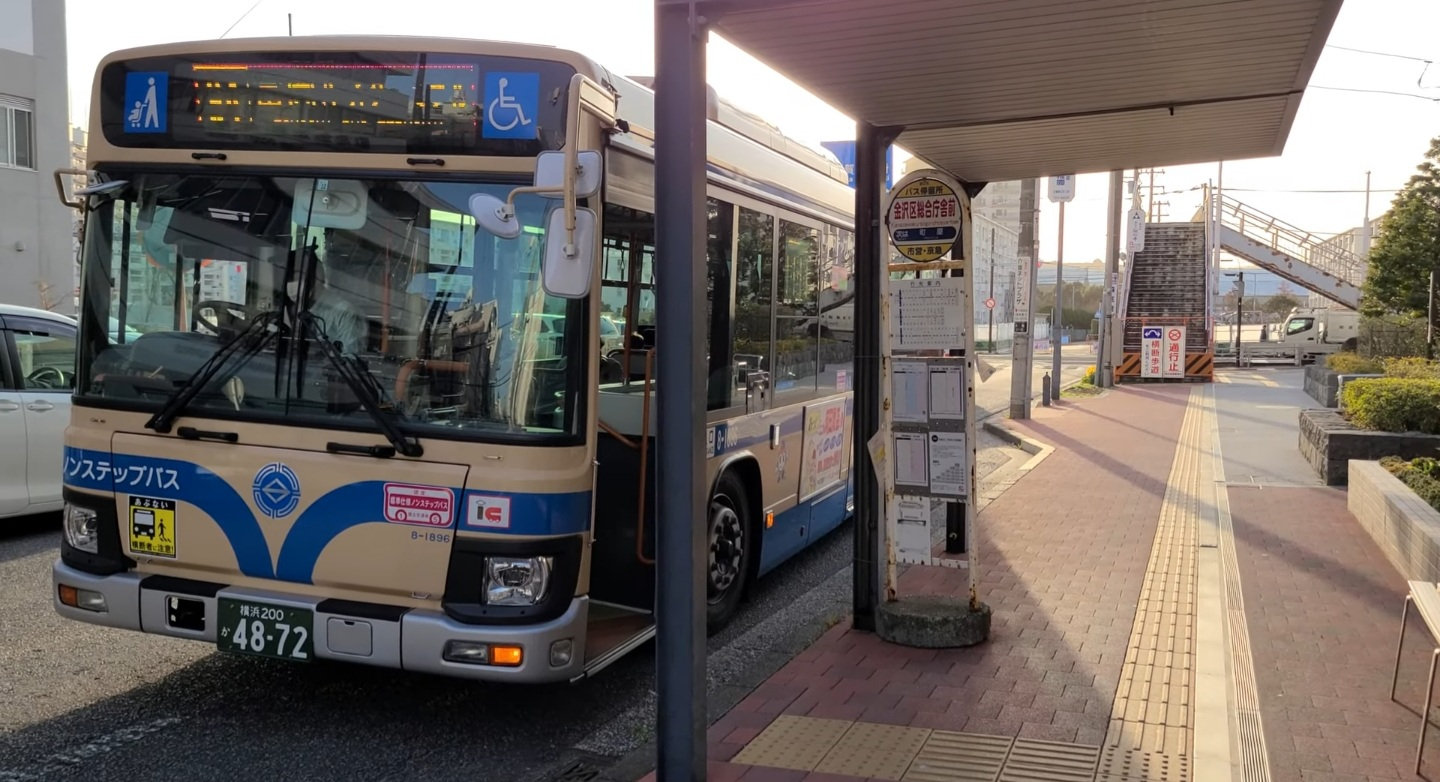
新型エルガ 金沢区総合庁舎前にて